# Suzan Anbeh
Suzan Anbeh (Oberhausen, 18 marzo 1970) è un'attrice e modella tedesca, di origini persiane.
È nata da madre francese e da padre iraniano.
Ha lavorato soprattutto in film tedeschi e francesi, ma anche in film americani, come French Kiss accanto a Meg Ryan.

## Filmografia parziale

### Cinema
- French Kiss, regia di Lawrence Kasdan (1995)

### Televisione
- Paradiso rubato (Ums Paradies betrogen), regia di Stefan Bartmann – miniserie TV (2005)
- Il matrimonio del mio ex fidanzato (Heute heiratet mein Ex), regia di Edzard Onneken – film TV (2006)
- Il nostro amico Charly (Unser Charly) – serie TV, episodio 13x13 (2008)
- Last Cop - L'ultimo sbirro (Der letzte Bulle) – serie TV, 6 episodi (2012)
- Rosamunde Pilcher - Il mio angelo custode (Rosamunde Pilcher: Schutzengel), regia di Stefan Bartmann – film TV (2016)
- Emilie Richards – serie TV, episodio 1x01 (2009)